# イリュリア州

イリュリア州
Provinces illyriennes (フランス語)

1812年におけるフランス帝国の領土（紺色）
そのうち、イリュリア州は南東の紺色の地域
水色の地域はフランスの衛星国

イリュリア州（イリュリアしゅう、フランス語: Provinces illyriennesプロヴァンス・イリリエンヌ、スロベニア語: Ilirske provinceイリルスケ・プロヴィンツェ、クロアチア語: Ilirske pokrajneイリルスケ・ポクライネ, イタリア語: Province Illiricheプロヴィンチェ・イリリケ）は、アドリア海北岸から東岸にかけフランス帝国が設置した州である。イリリエンヌ州とも呼ぶ。名称はナポレオン帝政下の南スラヴ人州という意味合いで、古代のイリュリアの名を冠していた。
日本ではイリュリア諸州、イリリア諸州との表記も見られるが、以下の文ではイリュリア州で統一する。

## 歴史
ヴァグラムの戦いで敗北していたオーストリア帝国が、1809年のシェーンブルン条約でケルンテン公国、カルニオラ公国、サヴァ川以南のクロアチア王国、フリウリ地方（ゴリツィア・グラディスカ公国）、帝国自由都市トリエステをフランスへ割譲したことで成立した。これらの領土はアドリア海の北から東にかけて続き、ダルマチアと連合してイリュリア州となった。事実上フランスの一部であり、州都はリュブリャナ（スロベニア）となった。ラグーサ共和国領は1808年にフランスに併合され、イリュリア州にまとめられた。

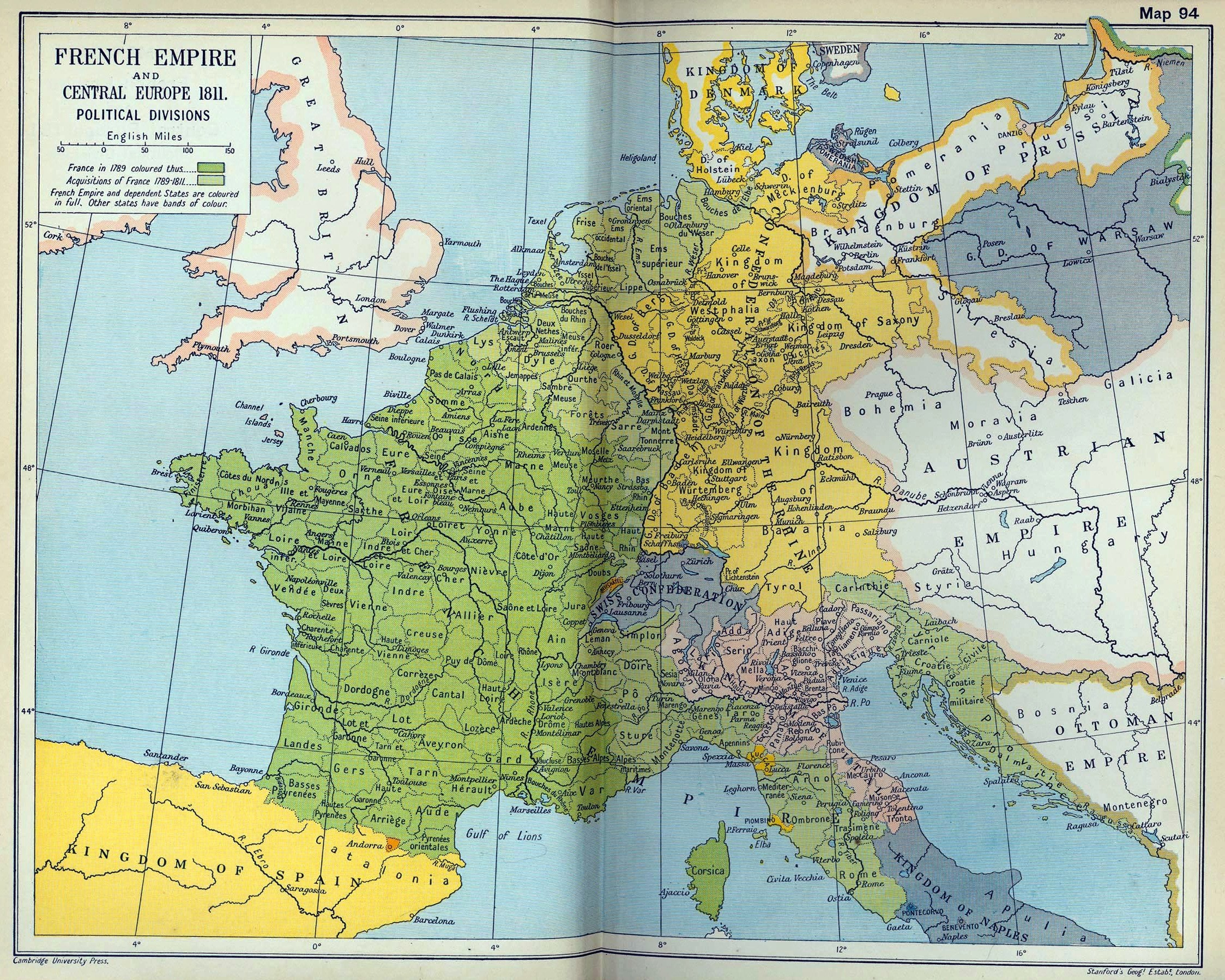
1811年、イリュリア州を含むフランス帝国

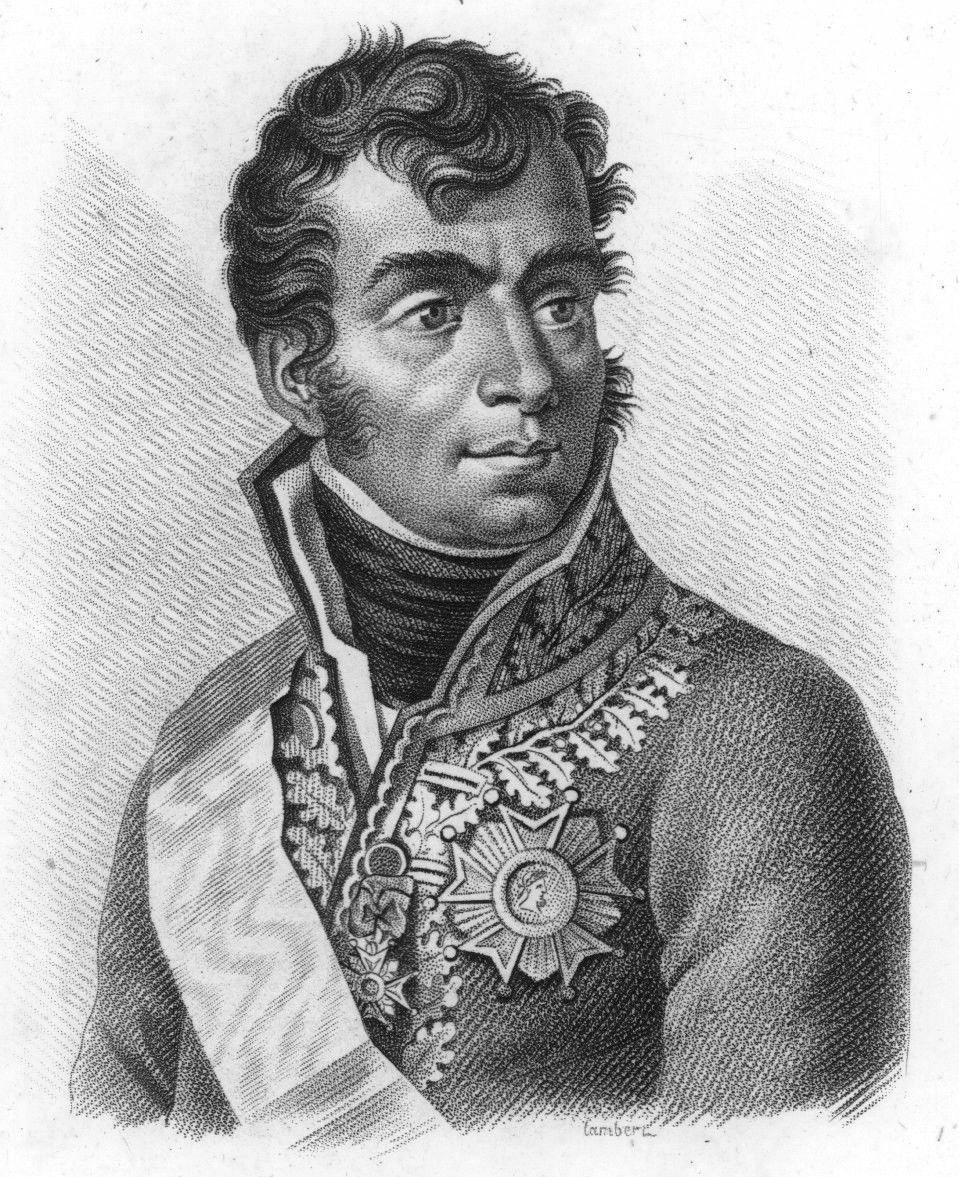
初代イリュリア州総督オーギュスト・マルモン

総督が治めるフランス行政府は、州の至る所にフランス民法典を導入した。オーギュスト・マルモンが1809年10月に初代州総督に任命され、彼は1811年1月までその地位にあった。1811年4月9日、アンリ・ガティアン・ベルトランが後任となり、1812年2月に3代目総督ジャン＝アンドシュ・ジュノーが着任した。4代目で最後の総督となったのはジョゼフ・フーシェで、彼は1813年7月に任命されわずか1ヶ月在任しただけだった。オーストリアが侵攻してきたためである。
イギリス海軍は、ティルジット条約以降効果的なアドリア海封鎖を行い、商船を停止させ、ダルマチア沿岸諸都市の経済に深刻な影響を与えた。フランス＝イタリア連合軍が、イギリス海軍が押さえたヴィス島を確保しようとしたが、1810年10月22日に失敗した。再度ヴィス島上陸を狙うが、1811年3月のリッサ海戦でイギリスの艦隊に大敗を喫した。

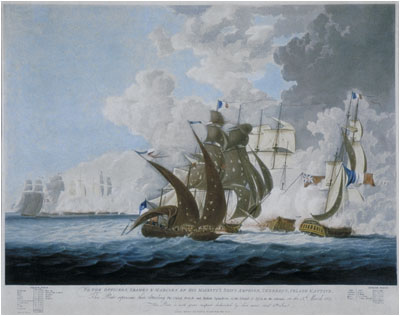
リッサ海戦

1813年8月、オーストリアはフランスに宣戦布告した。フランツ・トマシュヒ率いるオーストリア軍はイリュリア州へ侵攻した。クロアチア軍は、かつての宗主国に銃口を向けフランス側へついた。34日間の包囲後、ザダルは1813年12月6日にオーストリアへ降伏した。ドゥブロヴニクでは暴動でフランス人が追放され、ラグーサ共和国復活を願ってラグーサ州行政が設置された。ドゥブロヴニクは1813年9月にオーストリア軍が占領した。コトル湾と周辺部は1813年にモンテネグロ君主国が占領した。オーストリア軍は、モンテネグロ主教公へ6月11日にオーストリア行政下の領土を委任した。1815年6月にワーテルローの戦いで勝利したイギリスは、7月に入ってから占領していたダルマチア諸島から退却した。

## 行政区画
州は事実上7つの県からなっていた。カリンティア（県都リンツ）、イストリア（県都トリエステ）、カルニオラ（県都リュブリャナ）、民政クロアチア（県都カルロヴァツ）、クロアチア軍政管区（県都セーニ）、ダルマチア（県都ザダル）、そしてラグーサ及びコトル（県都ドゥブロヴニク）であった。1811年、イリュリア州は行政再編を行った。総督の所在地はリュブリャナとなった。州は事実上、県に相当する4つの地方行政区（リュブリャナ、カルロヴァツ、トリエステ、ザダル）と10の郡とに分割された。1年後、地方行政区は、フィラッハ、ゴリツィア、リエカ、昇格したドゥブロヴニクを加えて8になった。2つの貿易事務所がトリエステとドゥブロヴニクに開設された。州内で優勢であるカトリックの教会制度が、新たに生まれた政治的国境のために再編された。2つの大司教座がリュブリャナとザダルに設置され、ゴリツィア、コペル、シベニク、スプリト、ドゥブロヴニクの属司教座が設置された。

## 人口
1811年時点の人口は、リュブリャナ行政区において460,116人で、カルロヴァツ行政区で381,000人、トリエステ行政区で357,857人、ザダル行政区で305,285人、イリュリア州全体の合計は1,504,258人であった。フランスの法令でユダヤ人が解放された。このユダヤ人解放法令の効果は、1815年以後ハプスブルク家の制限で廃止された。ユダヤ人は法律でカルニオラ内での移動を禁じられた。

## 文化・教育
イリュリア州内には25校のギムナジウムがあった。公布書が州の公式新聞『テレグラフ・オフィシエル』（Télégraphe officiel）に、フランス語、ドイツ語、スロベニア語で一斉に掲載された。このスラヴ語の公用語への登用は、現代スロベニア語の発展へ大きな影響を与えた。州政府は官吏としてスロベニア人を多く採用したが、彼らの中でフランス語に長けた者が少ないため、スロベニア語を公用語としたのである。
18世紀終盤、神聖ローマ皇帝ヨーゼフ2世は、啓蒙思想を持って中央集権化をはかり、この政策の一環として行政機関でのドイツ語使用を義務づけた。同じ時代にはロマン主義の運動、フランス革命思想の導入がバルカン半島の諸民族の間になされていた。フランスによる支配には重税といった否定的側面もあったが、ドイツ化への反感が働き知識階級などはおおむねフランスの政策に好意的であった。
1811年から1813年の間、フランス人作家シャルル・ノディエは、新聞編集者としてリュブリャナで働いていた。

## その後のイリュリア州
ウィーン議定書で、オーストリアがイリュリア州所有を認められた。1816年、オーストリアは帝国直轄領のダルマチアとドゥブロヴニクを除いて、カリンティア、カルニオラ、（スロベニア）イストリアの3地方をイリュリア王国として再度設置した。クロアチアの民政はハンガリー行政下で1822年に始まった。ウィーン政府が治めるイリュリア王国とは違い、クロアチアの裁定を行うのはプレスブルク（現在のブラチスラヴァ）にあるハンガリー議会であった。中世にクロアチア王国を支配していた歴史を持つハンガリーは、クロアチアを『ハンガリーに従属する地方』とみなし、強力なハンガリー化を押しつけてきたため、両者の衝突が激しさを増していった。
クレメンス・メッテルニヒが宰相となると、イリュリア王国の行政・教育分野で再度強力なドイツ化が推し進められ、民族的自覚の行動一切が弾圧の対象となった。イリュリア王国が正式に廃止されたのは1849年だった。

## 文学
- Bundy, Frank J. (1988). The Administration of the Illyrian Provinces of the French Empire, 1809-1813. Taylor & Francis. ISBN 0-8240-8032-7